# 청구영언

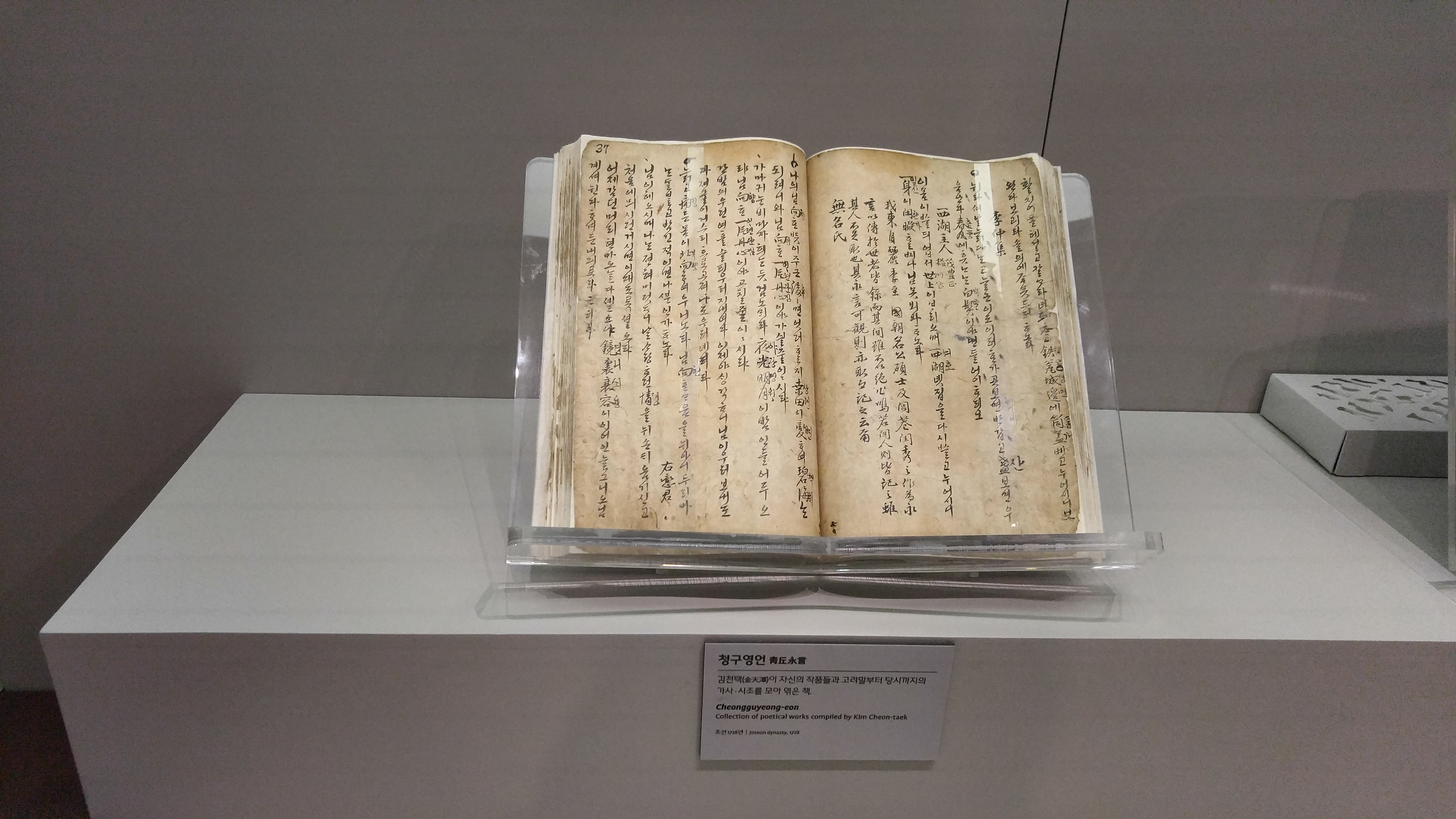
국립한글박물관에 전시된 청구영언

《청구영언》(靑丘永言)은 1728년(조선 영조 4년) 김천택이 엮은 가곡집이다.
현존하는 시조집 가운데 가장 오래되었다. 고려 말 이래 시조 998수를 싣고, 끝에 가사 17편을 붙여 곡조별로 엮었으며, 이름을 알 수 있는 작가만도 140여 명에 이른다. 그런데 1948년 조선 진서 간행회에서 발행한 《청구영언》에는 시조 580수를 연대순으로 싣고 있으며, 유명씨(有名氏)의 작(作)은 앞에, 무명씨의 것은 뒤쪽에 실었다. 이를 진본이라 하며, 앞의 것은 흔히 대학본이라 한다. 진본이 원본인 듯하다.

## 참고 문헌
- 이 문서에는 다음커뮤니케이션(현 카카오)에서 GFDL 또는 CC-SA 라이선스로 배포한 글로벌 세계대백과사전의 내용을 기초로 작성된 글이 포함되어 있습니다.